# Daniel Chapo
Daniel Francisco Chapo (Inhaminga, Sofala tartomány, 1977. január 6. –) mozambiki televíziós személyiség, politikus, az ország elnöke (2025-től).

## Életpályája
1977-ben, az ország középső részén lévő Sofala tartomány Inhaminga nevű kisvárosában született, tizenegy testvér közül hatodikként. Apja vasutas, anyja háztartásbeli volt. Szülőföldjét különösen sújtotta az 1992-ig tartó polgárháború, amely a marxista Mozambiki Felszabadítási Front (FRELIMO) és az antikommunista ellenállás, a Mozambiki Nemzeti Ellenállási Mozgalom (RENAMO) között zajlott. A harcok miatt a család kénytelen volt délebbre költözni, így a gyermekkora nagy részét a gazdag flórájú és faunájú Dondóban töltötte, a középiskolát pedig a tengerparti Beira városban végezte el. Két évig sportműsort vezetett egy helyi rádióban, majd 1999-ben a fővárosba, Maputóba költözött, hogy jogot tanuljon az ország legnagyobb és legrégebbi felsőoktatási intézményében, az Eduardo Mondlane Egyetemen. Tanulmányai mellett folytatta riporteri karrierjét a Miramar televíziónál, ahol a Voz do Povo (A nép hangja) címmel saját műsort is vezetett. A jogi tanulmányait 2004-ben fejezte be, közjegyzőként helyezkedett el, de tanított a Maputói Pedagógiai Egyetemen is alkotmányjogot és politológiát.
Politikai karrierjét 2009-ben kezdte, amikor a FRELIMO megbízásából regionális hivatalnok lett, közben a Mozambiki Katolikus Egyetemen mesterdiplomát szerzett fejlesztési menedzsmentből. Filipe Nyusi 2016-ban kinevezte Inhambane déli tartomány kormányzójává. A posztot megőrizte, amikor 2019-ben – törvényi változások eredményeképpen – már választáson nyerte el a kormányzói tisztséget.
2024-ben – a Portugáliától 1975-ben elnyert függetlenség óta – az országot irányító baloldali Frelimo jelöltjeként, a voksok 70%-ával megnyerte az elnökválasztást (október 9.). Az ellenzék és számos civil társadalmi csoport csalással vádolta a kormányzatot és az utcákra vonult. Chapo az első olyan államfő, aki nem harcolt a 16 évig dúló és egymillió életet követelő polgárháborúban. Hivatali beiktatására 2025. január 15-én kerül sor.